# TG2
TG2 (abréviation de Telegiornale 2) est le nom du journal télévisé de la Rai 2.